# Марки Лужского Совдепа
Ма́рки Лу́жского Совде́па — серия из шести фискальных марок, выпущенная Советом депутатов Луги Петроградской губернии в 1918 году для оплаты общегосударственных сборов. Использовались также в качестве почтовых.

## Описание
Марки отпечатаны на белой тонкой бумаге без водяного знака, способом литографской печати в две краски. Марки различных рисунков и номиналов размещались на одном листе. На них изображены:
- 5 копеек — синяя и тёмно-зелёная, цифра «5» в декоративно-художественной рамке;
- 10 копеек — красно-коричневая и жёлтая, пятиконечная звезда из лучей на декоративно-художественном фоне;
- 50 копеек — светло-коричневая и светло-розовая, серп и молот на фоне солнечных лучей, декоративно-художественный орнамент;
- 1 рубль — коричневая и жёлтая, солнце, декоративно-художественный орнамент;
- 2 рубля — зелёная и тёмно-жёлтая, рука с молотком на фоне заводских труб, декоративно-художественный орнамент;
- 5 рублей — тёмно-зелёная и зелёная, декоративно-художественное оформление из колосьев.

На всех эмиссиях, помимо указания номинала, надпись «Р. С. Ф. С. Р. Лужский Совдеп» и нет слова «Почта». Марки печатались в одной из типографий Луги.

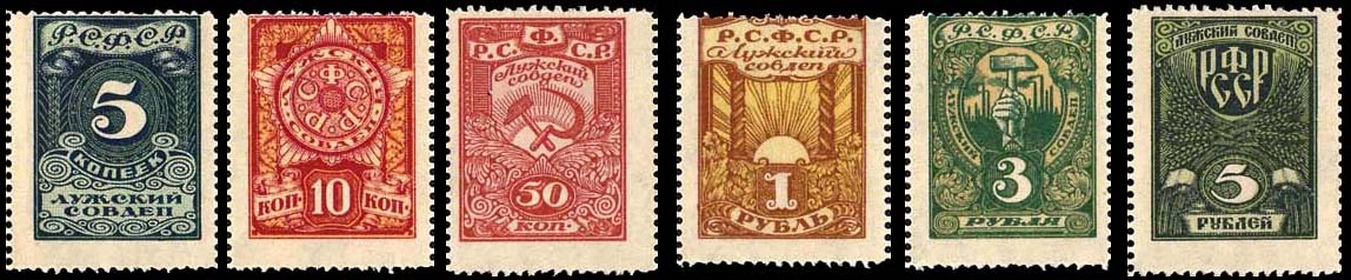
Марки Лужского Совдепа (1918)

## История и статус марок
Эмиссии были осуществлены в 1918 году Лужским финансовым отделом для оплаты общегосударственных сборов (например, сбора с заявлений). Позднее, ввиду отсутствия почтовых марок, ими оплачивалась почтовая корреспонденция. Гасились они почтовыми штемпелями города Луги с различными календарными датами 1918 года.
Когда о выпуске стало известно в Петрограде, марки Лужского Совдепа немедленно изъяли из обращения, а в Лугу выехала специальная комиссия рабоче-крестьянской инспекции, которая уничтожила остаток.
По утверждению бывшего управляющего Петроградским губернским отделом Госконтроля Э. Кобецкого, эти марки были выпущены Лужским Совдепом как денежные знаки, ввиду недостатка мелких денег.
Марки Совдепов относят к полуофициальным почтовым маркам.

## Филателистическая ценность
В 1931 году марки Лужского Совдепа как фискальные поступили в продажу в магазины СФА. Эти марки в 1926 году в очень небольшом количестве поступили в СФА из архива Ленгубфинотдела. В настоящее время марки Лужского Совдепа крайне редки и представляют интерес для филателистов.
По современным оценкам, стоимость всего выпуска составляет от 3400 до 8000 рублей.